# 塔耶库尔
塔耶库尔（法語：Taillecourt，法語發音：[tajkuʁ]）是法国杜省的一个市镇，属于蒙贝利亚尔区。

## 地理
塔耶库尔（47°29'48"N, 6°50'54"E）面积1.86 平方千米，位于法国勃艮第-弗朗什-孔泰大區杜省，该省份为法国东部内陆省份，北起上索恩省，西接汝拉省，东部及东南部与瑞士接壤，东北部与贝尔福地区省接壤。
与塔耶库尔接壤的市镇（或旧市镇、城区）包括：埃克桑库尔、欧丹库尔、埃蒂普。

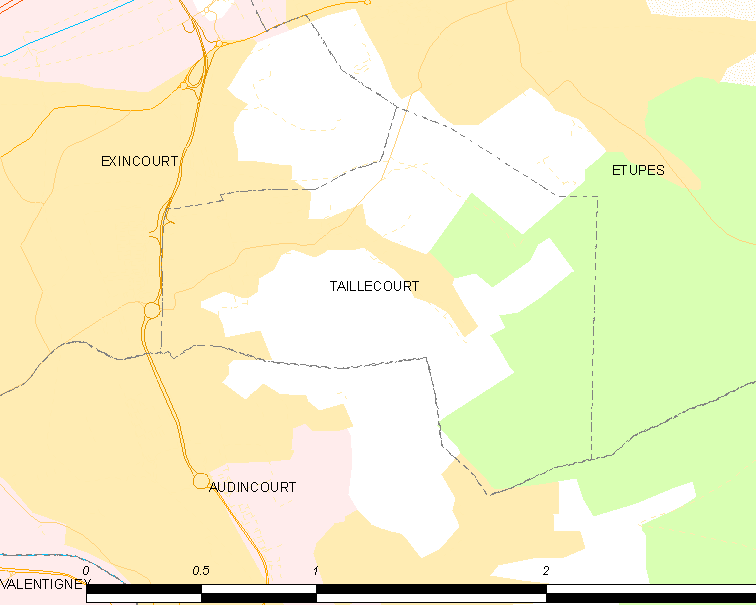
塔耶库尔的OSM定位图

塔耶库尔的时区为UTC+01:00、UTC+02:00（夏令时）。

## 行政
塔耶库尔的邮政编码为25400，INSEE市镇编码为25555。

## 政治
塔耶库尔所属的省级选区为欧丹库尔县。

## 人口

1962-2008年间塔耶库尔人口变化图示

塔耶库尔于2022年1月1日时的人口数量为1132人。